# 千葉惠里
千葉惠里（日語：千葉 恵里，2003年10月27日—）是日本偶像藝人，為女子偶像團體AKB48成員。神奈川縣出身，所屬經紀公司為DH。

## 經歷

### 2015年
- 3月1日，入選為“第二屆AKB48集團選秀會議”候選者。[2]
- 4月11日，選秀候補者在全國“48集團”劇場公演前座出演，在AKB48劇場現身。[3]。
- 5月10日，參加於有明競技場舉辦的“第二屆AKB48集團選秀會議”，在第一輪由AKB48 Team 4單獨指名，並成為Team 4的研究生。
- 6月21日，Team4 3rd公演“偶像的黎明”，作為前座girls出演“FIRST LOVE”，初次在AKB48劇場公演登場。[4]
- 12月14日，Team4 4th公演“不要讓夢想死去”，初次under部分出演曲目。

### 2016年
- 3月28日，Team4 4th公演“不要讓夢想死去”，初次完全under出演曲目。
- 7月16日，復刻公演 “我的太陽”，初次出演“不要叫我偶像”曲目伴舞。
- 7月25日，復刻公演 “我的太陽”初日。

### 2017年
- 3月14日，外山大輔「ミネルヴァよ、風を起こせ」公演初日。
- 8月16日，青木宏行「世界は夢に満ちている」公演初日。
- 9月27日，AKB48 CAFE&SHOP AKIHABARA的活動裡宣布升格成為高橋朱里Team 4正式成員。
- 10月1日，首次以正式成員身份出演Team4 4th公演 「不要讓夢想死去」。
- 12月8日，於AKB48劇場舉行的“AKB48 12周年紀念公演”中，AKB48營運方發表組閣（團員編組調整）消息，宣布她將轉移分隊至岡部Team A，新的隊伍體制於2018年4月2日實施。

### 2018年
- 4月至8月，以練習生的身分參加韓國Mnet生存選拔實境節目“PRODUCE 48”；最終名次為第33名。
- 6月12日，舉行AKB48 Team A的「目撃者」初日公演，以“岡部Team A”成員身份進行活動。

### 2019年
- 5月23日至7月18日，出演韓國Mnet實境節目《留學少女》。

### 2021年
- 5月23日，首次進入選拔，成為AKB48第58張單曲《一切都成Rumor》選拔成員之一。
- 10月27日，移籍到前HKT48劇場支配人尾崎充的事務所:充s。
- 12月8日，『AKB48劇場16周年特別記念公演』組閣為“向井地Team A”成員。

### 2022年
- 2月23日（22日深夜）節目發表AKB48第59張單曲《是前男友》選拔成員之一。
- 5月11日，舉行向井地Team A的「重力共鳴」公演初日公演的成員。
- 8月6日，獲選成為AKB48第60張單曲《久違的Lip Gloss》選拔成員之一，並成為中心成員（Center）。

## 音樂作品

### 單曲
AKB48
- 標註有「★」符號者表示該首歌曲有拍攝MV。

|      | 發行日期       | 單曲名稱             | 參與歌曲名稱           | 名義            | 收錄於                 | MV | 備註                 |
| ---- | -------------- | -------------------- | ---------------------- | --------------- | ---------------------- | -- | -------------------- |
| 47th | 2017年3月15日  | Shoot Sign           | 意外發生中             | AKB48 U-19選拔  | Type D Type E          | ★  |                      |
| 48th | 2017年5月31日  | 空有願望             | 前兆                   |                 | Type A                 | ★  |                      |
| 50th | 2017年11月22日 | 11月的腳鏈           | 法定速度與優越感       | U-17選拔        | Type-E                 | ★  |                      |
| 51st | 2018年3月14日  | Ja-Ba-Ja             | Position               | AKB48新生代選拔 | Type-D Type-E          | ★  |                      |
| 51st | 2018年3月14日  | Ja-Ba-Ja             | 交到朋友了             | 抹茶和夥伴們    | 劇場盤                 |    |                      |
| 52th | 2018年5月30日  | Teacher Teacher      | 浪漫準備中             | Team A          | Type A                 | ★  |                      |
| 54th | 2018年11月28日 | NO WAY MAN           | 一下就被看穿真是對不起 | PRODUCE48選拔   | Type-A                 | ★  |                      |
| 56th | 2019年9月18日  | 持續愛你             | 青春 Da Capo           | AKB48 B面選拔   | Type B                 | ★  |                      |
| 57th | 2020年3月18日  | 感謝失戀             | 回憶 My Friend         | 1st Campus      | Type B                 | ★  |                      |
| 58th | 2021年9月29日  | 一切都成Rumor        | 一切都成Rumor          |                 | 全版本                 | ★  | A面曲 首次進入選拔   |
| 59th | 2022年5月18日  | 是前男友             | 是前男友               |                 | 全版本                 | ★  | A面曲                |
| 60th | 2022年10月19日 | 久違的Lip Gloss      | 久違的Lip Gloss        |                 | 全版本                 | ★  | A面曲 首次擔任Center |
| 60th | 2022年10月19日 | 久違的Lip Gloss      | 任性元宇宙             | AKB48 SURREAL   | Type-B                 |    |                      |
| 61st | 2023年4月26日  | 無論如何都喜歡你     | 無論如何都喜歡你       |                 | 全版本                 | ★  | A面曲                |
| 61st | 2023年4月26日  | 無論如何都喜歡你     | Wonderland             | AKB48 SURREAL   | Type-B                 | ★  |                      |
| 62nd | 2023年9月27日  | 如果不是偶像的話     | 如果不是偶像的話       |                 | 全版本                 | ★  | A面曲                |
| 63rd | 2024年3月13日  | 美瞳Wink             | 美瞳Wink               |                 | 全版本                 | ★  | A面曲                |
| 64th | 2024年7月17日  | 戀愛卡住了           | 戀愛卡住了             |                 | 全版本                 | ★  | A面曲                |
| 65th | 2025年4月2日   | 意想不到的Confession | 意想不到的Confession   |                 | 全版本                 | ★  | A面曲                |
| 65th | 2025年4月2日   | 意想不到的Confession | 櫻花花瓣2025           |                 | 全版本                 |    |                      |
| 66th | 2025年8月13日  | Oh my pumpkin!       | Oh my pumpkin!         |                 | 全版本                 | ★  | A面曲                |
| 66th | 2025年8月13日  | Oh my pumpkin!       | 現在不是看手機的時候   |                 | 通常盤 Official Shop盤 |    |                      |

### 數位單曲
PRODUCE 48
| 發行日期      | 單曲名稱                      | 參與歌曲名稱 | 備註             |
| ------------- | ----------------------------- | ------------ | ---------------- |
| 2018年5月10日 | PRODUCE 48 - 내꺼야 (PICK ME) | PICK ME      | 韓語及日語兩版本 |

留學少女
| 發行日期     | 單曲名稱 | 參與歌曲名稱 | 備註 |
| ------------ | -------- | ------------ | ---- |
| 2019年7月4日 | Popsicle | Popsicle     |      |

## 演出

### 綜藝節目
- 《AKBINGO!》
- 《PRODUCE 48》
- 《留學少女》

## 外部連結
- AKB48官方網站介紹頁面[]
- 千葉惠里的Instagram帳戶
- 千葉惠里的X（前Twitter）
- YouTube上的千葉惠里頻道
- 千葉惠里 （页面存档备份，存于）的755帳戶
- 千葉惠里（AKB48 TeamA）的SHOWROOM專頁